# Szemud (gemeente)
De gemeente Szemud is een landgemeente in het Poolse woiwodschap Pommeren, in powiat Wejherowski.
De gemeente telt 22 administratieve plaatsen (solectwo) : Będargowo, Bojano, Częstkowo, Dobrzewino, Donimierz, Głazica, Grabowiec, Jeleńska Huta, Kamień, Kieleńska Huta, Kielno, Koleczkowo, Kowalewo, Leśno, Łebieńska Huta, Łebno, Przetoczyno, Rębiska, Szemud, Szemudzka Huta, Warzno, Zęblewo
De zetel van de gemeente is in Szemud.
Op 30 juni 2004 telde de gemeente 12 229 inwoners.

## Oppervlakte gegevens
In 2002 bedroeg de totale oppervlakte van gemeente Szemud 176,57 km², waarvan:
- agrarisch gebied: 67%
- bossen: 20%

De gemeente beslaat 13,77% van de totale oppervlakte van de powiat.

## Demografie
Stand op 30 juni 2004:
| Omschrijving                   | Totaal | Totaal | Vrouwen | Vrouwen | Mannen | Mannen |
| ------------------------------ | ------ | ------ | ------- | ------- | ------ | ------ |
| eenheid                        | aantal | %      | aantal  | %       | aantal | %      |
| inwoners                       | 12 229 | 100    | 5967    | 48,8    | 6262   | 51,2   |
| bevolkingsdichtheid (inw./km²) | 69,3   | 69,3   | 33,8    | 33,8    | 35,5   | 35,5   |

In 2002 bedroeg het gemiddelde inkomen per inwoner 1636,59 zł.

## Aangrenzende gemeenten
Gdynia, Kartuzy, Linia, Luzino, Przodkowo, Wejherowo, Żukowo